# Saverio Lodato
Œuvres principales
Quarant’anni di mafia

Le retour du prince
Saverio Lodato, né le 6 mars 1951 à Reggio d'Émilie en Italie, est un  journaliste et essayiste italien.

## Biographie
Saverio Lodato commence à écrire en 1979 à Palerme sur le journal quotidien sicilien (d’orientation progressiste) L’Ora (L’Heure) ; depuis 1980, il écrit sur le quotidien national de gauche L'Unità (L’Unité), dont il est correspondant à Palerme.
Ses articles et ses œuvres racontent et développent les thèmes de la politique italienne et de la mafia. À ce propos, depuis 1990 il est auteur d’une chronique de la mafia, continuellement mise à jour ; la dernière édition (Quarant’anni di mafia) a été publiée en 2012.
De plus, dans d’autres œuvres, Lodato a rencontré les protagonistes de la lutte à la mafia (les procureurs Piero Grasso et Roberto Scarpinato) et les « repentis » Tommaso Buscetta et Giovanni Brusca.

## Œuvres en italien
- Dieci anni di mafia, (1990) mis à jour :
  - Quindici anni di mafia, (1994, Rizzoli)
  - Vent'anni di mafia, (2000, Rizzoli)
  - Venticinque anni di mafia, (2004, Rizzoli)
  - Trent'anni di mafia, (2008, Rizzoli)
  - Quarant'anni di mafia, (2012, Rizzoli)
- Potenti. Sicilia anni novanta (1992, Garzanti)
- Vademecum per l'aspirante detenuto (1993, Garzanti)
- C'era una volta la lotta alla mafia (avec Attilio Bolzoni, 1998, Garzanti)
- Ho ucciso Giovanni Falcone (avec Giovanni Brusca, 1999, Arnoldo Mondadori Editore)
- La mafia ha vinto (avec Tommaso Buscetta, 1999, Arnoldo Mondadori Editore)
- La mafia invisibile. La nuova strategia di Cosa Nostra, (avec Piero Grasso, 2001, Arnoldo Mondadori Editore)
- La linea della palma. Saverio Lodato fa raccontare Andrea Camilleri (avec Andrea Camilleri, 2002, Rizzoli)
- Intoccabili (avec Marco Travaglio, 2005, Rizzoli)
- Il ritorno del principe (avec Roberto Scarpinato, 2008, Chiarelettere)
- Un inverno italiano. Cronache con rabbia 2008-2009 (avec Andrea Camilleri, 2009, Chiarelettere)
- Di testa nostra (avec Andrea Camilleri, 2010, Chiarelettere)

## Livres traduits en français
- Saverio Lodato et Roberto Scarpinato, Le retour du prince, La Contre-allée, 2012, traduit par Deborah Puccio-Den